# Eichleriella leveilleana
Eichleriella leveilleana är en svampart som först beskrevs av Berk. & M.A. Curtis, och fick sitt nu gällande namn av Edward Angus Burt 1915. Eichleriella leveilleana ingår i släktet Eichleriella och familjen Auriculariaceae.   Inga underarter finns listade i Catalogue of Life.